# رينيه ديفيد
رينيه ديفيد (بالفرنسية: René David)‏ هو محامي فرنسي، ولد في 12 يناير 1906 في جورا في فرنسا، وتوفي في 26 مايو 1990 في Le Tholonet ‏ في فرنسا.